# Uromastyx occidentalis
Uromastyx occidentalis là một loài thằn lằn trong họ Agamidae. Loài này được Mateo, Lopez-Jurado & Bons miêu tả khoa học đầu tiên năm 1999.